# Standard (Illinois)
Standard – wieś w Stanach Zjednoczonych, w stanie Illinois, w hrabstwie Putnam.